# كأس اليونان 2004–05
كأس اليونان 2004–05 (باليونانية: Κύπελλο Ελλάδος ποδοσφαίρου ανδρών 2004-05)‏ هو الموسم 63 من كأس اليونان. أشرف على تنظيمه الاتحاد الإغريقي لكرة القدم، وكان عدد الأندية المشاركة فيه 66، وفاز فيه نادي أولمبياكوس.